# Littoraria flava
Littoraria flava là một loài ốc biển, là động vật thân mềm chân bụng sống ở biển trong họ Littorinidae.

## Miêu tả
Chiều dài tối đa của vỏ ốc được ghi nhận là 20 mm.

## Môi trường sống
Độ sâu tối thiểu được ghi nhận là -1.5 m. Độ sâu tối đa được ghi nhận là 0 m.